# Milton Kenan Júnior
Dom Milton Kenan Júnior (Taiúva, 24 de novembro de 1963) é um bispo católico brasileiro. É o bispo diocesano de Barretos.

## Biografia
Filho do casal Milton e Maria José Rossetti Kenan, Dom Milton fez os primeiros estudos em sua terra natal, Taiúva, interior de São Paulo. Obteve o Bacharelado em Filosofia no Centro de Estudos da Arquidiocese de Ribeirão Preto, em 1982, e o Bacharelado em Teologia na Pontifícia Faculdade de Teologia Nossa Senhora da Assunção, de São Paulo, em 1986.
Sua ordenação sacerdotal ocorreu aos 5 de setembro de 1987, sendo ordenado pelo bispo Dom Luiz Eugênio Perez. Foi Vigário Paroquial nas Paróquias de São João Batista e Nossa Senhora Aparecida, na cidade de Bebedouro, no período de 1987 a 1995.
Em 1997 concluiu o Mestrado em Teologia da Espiritualidade na Pontifícia Faculdade de Espiritualidade Teresianum, em Roma. Retornando ao Brasil, foi vigário na Paróquia de São Benedito, de dezembro de 1997 a maio de 2001.
Como sacerdote, ocupou diversos cargos, como: Vice-Presidente da Comissão Regional de Presbíteros, regional Sul 1 da CNBB, de 1990 a 1994; Membro da Equipe de Formação do Seminário (Diretor Espiritual), de 2004 a 2007; coordenador do Setor Pastoral de Bebedouro, de 1988 a 1995; membro do Conselho de Presbíteros e Colégio de Consultores nos períodos de 1988 a 1994; de 1997 a 2001 e de 2007 até 2009.
Foi professor de Teologia no Centro de Estudos da Arquidiocese de Ribeirão Preto, entre os anos de 1998 a 1999; diretor e Professor no Instituto de Filosofia e Teologia Nossa Senhora do Carmo, em Jaboticabal, do ano 2000 a 2004; coordenador de Pastoral e Vigário Episcopal da Diocese de Jaboticabal, de dezembro de 1998 a dezembro de 2001 e reconduzido à função de Coordenador Diocesano de Pastoral de julho de 2007.
De maio de 2001 a janeiro de 2008 foi Pároco da Catedral Diocesana de Nossa Senhora do Carmo, na cidade de Jaboticabal e pároco da Paróquia de Nossa Senhora Aparecida, na cidade de Bebedouro, de fevereiro de 2008 até outubro de 2009.
No dia 28 de outubro de 2009, o Papa Bento XVI o nomeou para bispo-auxiliar da Arquidiocese de São Paulo, com a sede titular: Aque di Bizacena, sendo ordenado no dia 27 de dezembro de 2009, na cidade de Jaboticabal, por Dom Odilo Scherer. Dom Milton escolheu como lema de vida episcopal: IN MANUS TUAS! (Em tuas mãos!)
No dia 25 de janeiro de 2010, Dom Milton foi apresentado a Arquidiocese de São Paulo, já no dia 6 de fevereiro tomou posse como bispo-auxiliar da Região Episcopal Brasilândia iniciando o seu trabalho pastoral.
Aos 25 de junho de 2011 teve seu nome divulgado como membro da Comissão Episcopal Pastoral para o Laicato da CNBB.
Em 5 de novembro de 2014 foi nomeado bispo para a Diocese de Barretos, sucedendo ao futuro bispo de Guarulhos.